# Głęboczek (jezioro koło wsi Rekownica)
Głęboczek – jezioro w Polsce, położone w województwie warmińsko-mazurskim, w powiecie szczycieńskim, w gminie Jedwabno.

## Ukształtowanie
Jezioro ma kształt nieregularny, wydłużony z północnego wschodu na południowy zachód, gdzie znajduje się niewielka zatoka. Brzegi akwenu są przeważnie wysokie i pagórkowate, porośnięte sosnowym lasem, tylko wzdłuż samej linii brzegowej, poza kąpieliskiem, rosną również drzewa liściaste - brzozy i olchy. Od strony południowo-wschodniej, na wysokim brzegu, znajdują się dość rozległe pola biwakowe z drewnianymi wiatami.
Jezioro ma przejrzystą wodę podczas całego roku. Dno i ławica przybrzeżna - piaszczyste, miejscami kamieniste. Roślinność wodna wynurzona, składa się głównie z trzciny, która tylko w niektórych partiach jeziora porasta jego brzegi. Roślinność zanurzona miękka, pokrywa miejscami ławicę przybrzeżną tylko od strony zachodniej i północnej. Od strony południowo-wschodniej ławica wolna jest od roślinności i pokryta piaskiem. Na wschodzie jeziora wypływa rów do jeziora Klimek.
Jest to jedno z grupy jezior zgrupowanych w okolicy wsi Rekownica – Piduń. Grupa tych jezior jest wzajemnie połączona i tworzy strugę Rekownica, która jest lewym dopływem Omulwi. Jeziora leżą przy drodze wojewódzkiej nr 508, łączącej Jedwabno i Wielbark. Grupa tych jezior znajduje się w odległości ok. 12 km od Szczytna, licząc w linii prostej. W grupie opisanych jezior znajduje się też jezioro Kociołek, które jest obecnie hydrologicznie zamknięte.
Najbliższa miejscowość to Rekownica. Dojazd ze Szczytna drogą krajową nr 58 w stronę Nidzicy, następnie w miejscowości Narty, drogą gruntową w lewo. Droga nazywana jest Szeroką Drogą. Można też dojechać wyłącznie drogami utwardzonymi, wtedy krajową nr 58, a w Jedwabnie w drogę wojewódzką nr 508.

## Turystyka
Choć jezioro jest typu sielawowego, występuje w nim dość licznie sandacz. Znaczna jest populacja okonia, szczupaka, leszcza, płoci, wzdręgi i krąpia, trafia się spory węgorz. Ryb dość dużo, trafiają się także duże okazy. Z powodu dużego oblegania przez turystów, w lecie łowienie utrudnione.